# Georg Döring (Sänger)

Georg Döring

Georg Döring (28. Mai 1861 in Berlin – März 1945 in Pirna, Sachsen) war ein deutscher Opernsänger (Bass).

## Leben
Döring, Sohn eines Versicherungsdirektors, sollte sich nach absolviertem Gymnasium eigentlich dem Ingenieursberuf zuwenden. Da sich seine ansprechende Bassstimme jedoch frühzeitig zeigte, überredete er seinen Vater eine Musik- und Gesangsschule besuchen zu dürfen, um sich zum Oratorien- und Konzertsänger ausbilden zu lassen. Hierauf frequentierte er das Stern’sche Konservatorium, wo er Schüler von Louise Radecke, Adolf Schulze und Jenny Meyer wurde, bis er später bei Gustav Gunz in Hannover seine Studien vollendete.
Am 1. September 1884 debütierte er als „Kaspar“ im Freischütz in Aachen und wirkte dort als erster Bassist bis 1885. Danach war er bis 1887 im Verband des Hoftheaters Hannover (Antrittsrolle: „Cardinal“). Von 1887 bis 1888 war er am Stadttheater in Königsberg (Antrittsrolle: „Sarastro“), von 1888 bis 1891 am Stadttheater Mainz (Antrittsrolle: „Marcel“) und von 1891 bis 1898 am Hoftheater Mannheim (Antrittsrolle: „Marcel“).
Danach war er Hoftheater von Kassel (1898–1902), wieder am Stadttheater Mainz (1902–1903), am Opernhaus von Breslau (1902–1908) und am Stadttheater von Danzig (1908–1909) tätig.
Seit dem Sommer 1891 sang er bei den Bayreuther Festspielen, u. a. von 1891 bis 1892 als „Landgraf“ im Tannhäuser und als „König Marke“ im Tristan, 1894 erneut als „Landgraf“, auch als „König Heinrich“ im Lohengrin und als „Gurnemanz“ im Parsifal. 1893 war er der Landgraf bei den Wagner-Aufführungen in München, sowie 1896 und 1899 in Amsterdam der „Pogner“ in den Meistersingern.
Er war auch als Konzertsänger tätig und angesehen.
Döring verstarb im März 1945 an den Folgen eines Bombenangriffs.